# ЧС1
ЧС1 (Чехословацкого производства, тип 1; заводские обозначения типа — 24Е0, с 41E0 по 41E2, а также 29E0) — пассажирский односекционный четырёхосный электровоз постоянного тока напряжения 3 кВ. Выпускался в Чехословакии заводом Škoda для железных дорог СССР с 1957 по 1960 годы. Всего было построено 102 электровоза серии, эксплуатировавшихся с 1957 до середины 1980-х годов, а в качестве служебной электромотрисы — по 2011 год.

## История создания и выпуска

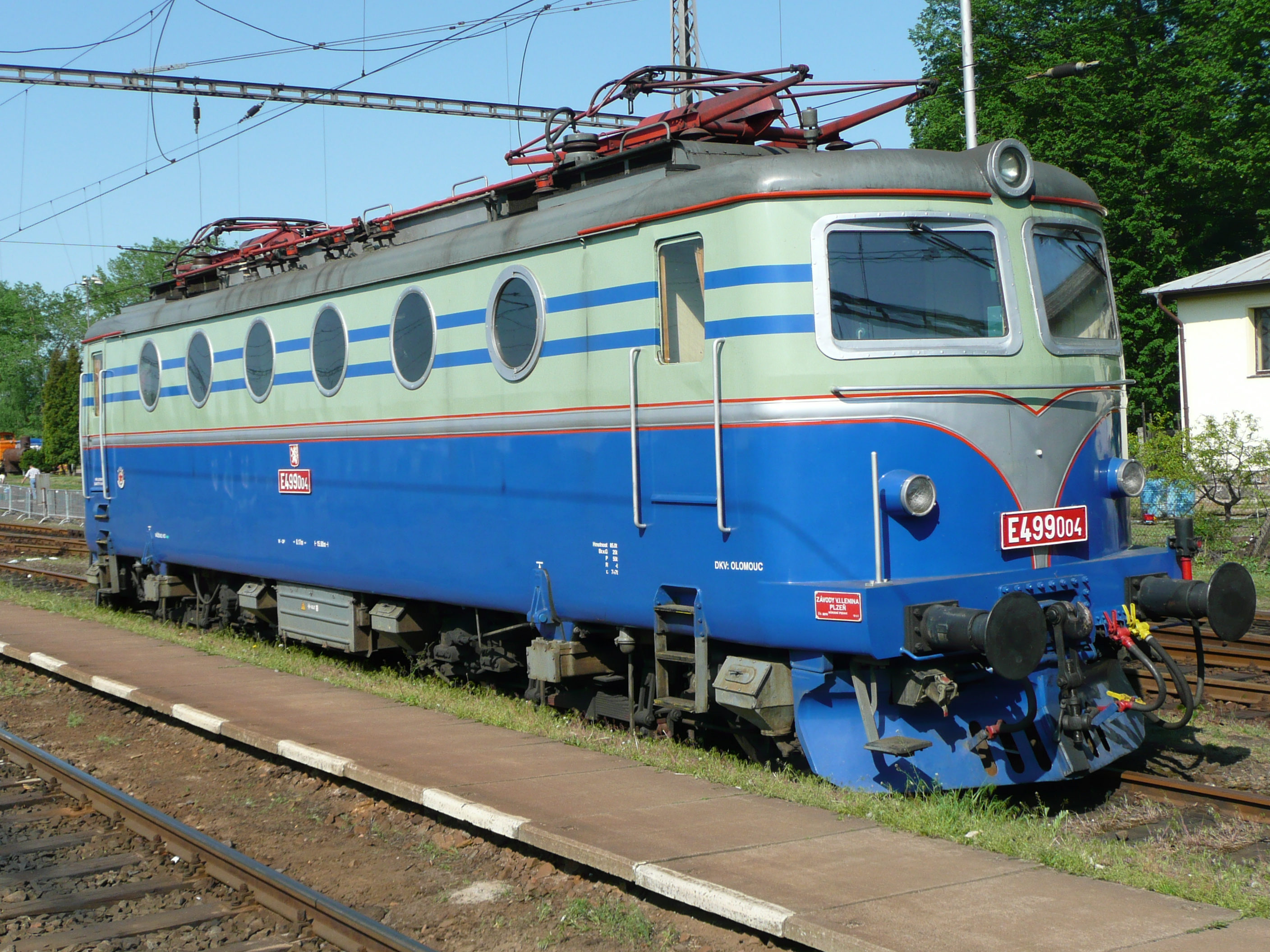
Электровоз Е499.004 в железнодорожном музее Яромержи

К середине 1950-х годов пассажирские электрифицированные маршруты в СССР обслуживались электровозами ВЛ19 и ВЛ22, которые по своим тяговым характеристикам и динамическим качествам не соответствовали пассажирской службе. В связи с этим было принято решение о постройке пассажирского электровоза нового типа. Новочеркасский электровозостроительный завод к концу 1955 года разработал эскизный проект пассажирского электровоза, однако текущая загрузка завода производством грузовых электровозов не позволила приступить к производству новой пассажирской серии.
Чтобы ускорить решение вопроса, в ноябре 1956 года Советский Союз подписал контракт с предприятием Škoda, также известным как Пльзеньский завод им. В. И. Ленина, в Чехословакии. В послевоенные годы Чехословацкое правительство закупило для фирмы Škoda лицензию на производство четырехосных универсальных электровозов у швейцарской фирмы Winterthur с конструкцией опорно-рамного привода фирмы Secheron. Под обозначением Е499.0 этот электровоз стал поступать на чехословацкие железные дороги (заводской тип 12Е). Именно этот электровоз с внесением некоторых изменений в конструкцию было решено закупить для железных дорог СССР в качестве пассажирского локомотива.
В начале 1957 года первые два локомотива ЧС1 (заводской тип 24Е0) поступили в Советский Союз. На основании данных, полученных в результате испытаний опытных электровозов, фирма Škoda внесла в конструкцию ЧС1 необходимые изменения и с 1959 года стала строить их серийно. В 1959 году были изготовлены № 003—005 (заводской тип 41Е0) и 006—017 (41Е1), в 1960 году — электровозы № 018—101 (41Е2). У электровозов серии 41Е песочницы помещались в кузове, изменилась форма окон в машинном отделении (прямоугольные с форточками вместо круглых), буферных брусьев, путеочистителя, тележки получили новую систему рессорного подвешивания, внесён ряд изменений в механическую часть. Также в 1960 году на последнем из построенных электровозов данной серии ЧС1-102 (заводской тип 29Е0) в качестве эксперимента были применены новые тяговые электродвигатели (ТЭД) увеличенной мощности c увеличенным сечением проводников обмотки якоря и главных полюсов. В дальнейшем была выпущена целая серия подобных локомотивов, названная уже ЧС3 (29Е1 и 29Е2).

## Технические характеристики
Основные технические характеристики электровозов ЧС1 и ЧС3:
| Осевая формула                          | Осевая формула            | 20−20          | 20−20          | 20−20 | 20−20 |
| Размеры                                 |                           |                |                |       |       |
| Длина, мм                               | по осям автосцепок        | 17 080         | 17 080         |       |       |
| Длина, мм                               | по буферным брусьям       | 15 860         | 15 860         |       |       |
| Ширина, мм                              | по кузову                 | 3030           | 3030           |       |       |
| Высота, мм                              |                           |                |                |       |       |
| по крыше кузова                         | 3960                      | 3960           |                |       |       |
| по полозу опущенного токоприёмника      | 5100                      | 5100           |                |       |       |
| по полозу поднятого токоприёмника       | 5400 — 6900               | 5400 — 6900    |                |       |       |
| Высота оси автосцепок, мм               | Высота оси автосцепок, мм | 1055           | 1055           |       |       |
| Размеры ходовой части, мм               | Шкворневая база           | 8170           | 8170           |       |       |
| Размеры ходовой части, мм               | Полная колёсная база      | 11 500         | 11 500         |       |       |
| Размеры ходовой части, мм               | Колёсная база тележек     | 3330           | 3330           |       |       |
| Размеры ходовой части, мм               | Диаметр новых колёс       | 1250           | 1250           |       |       |
| Размеры ходовой части, мм               | Ширина колеи              | 1520           | 1520           |       |       |
| Весовые характеристики                  |                           |                |                |       |       |
| Рабочая масса, т                        | Рабочая масса, т          | 85             | 85             |       |       |
| Нагрузка на ось, тс                     | Нагрузка на ось, тс       | 21,25          | 21,25          |       |       |
| Тягово-энергетические характеристики    |                           |                |                |       |       |
| Род тока                                | Род тока                  | постоянный     | постоянный     |       |       |
| Напряжение, кВ                          | Напряжение, кВ            | 3              | 3              |       |       |
| Мощность тяговых электродвигателей, кВт | в часовом режиме          | 4 × 586 = 2344 | 4 × 700 = 2800 |       |       |
| Мощность тяговых электродвигателей, кВт | в длительном режиме       | 4 × 508 = 2032 | 4 × 618 = 2472 |       |       |
| Скорость, км/ч                          | в часовом режиме          | 62,3           | 70,5           |       |       |
| Скорость, км/ч                          | в длительном режиме       | 65,4           | 74,7           |       |       |
| Скорость, км/ч                          | конструкционная           | 140            | 140            |       |       |
| Сила тяги, тс                           | в часовом режиме          | 13,5           | 14,3           |       |       |
| Сила тяги, тс                           | в длительном режиме       | 11,1           | 11,9           |       |       |

## Конструкция

### Механическая часть
Кузов электровоза установлен на двух двухосных тележках с опорно-рамным приводом II класса — тяговые электродвигатели установлены на раме тележки (подрессорены), а тяговые редукторы стоят на осях колёсных пар. Так как ТЭД и редукторы жёстко не связаны, то крутящий момент от двигателя к редуктору передаётся через упругие крестовины и вал. Такой привод с упругими крестовинами называется приводом системы Сешерон — по названию фирмы-изобретателя, швейцарской Secheron. По сравнению с серией 12Е, у электровозов ЧС1-001 и ЧС1-002 для возможности установки автосцепок СА-3 была удлинена рама кузова. Электровозы были оборудованы автосцепками СА-3, кранами машиниста «Škoda 0», утеплёнными кабинами машиниста. Для уменьшения разгрузки передних по ходу колёсных пар тележек установлены противоразгрузочные устройства — четыре пневматических цилиндра, штоки которых нажимают на концевые брусья рам тележек, устраняя вздыбливание тележек. Для управления ПРУ служат клапан выравнивания осевых давлений, регулирующий давление подаваемого в цилиндры воздуха в зависимости от тока двигателей (так, при токе 360 А давление будет равно 2,6 кг/см2, при токе 600 А — уже 4,4 кг/см2), и два вентиля, подающие воздух к передним по ходу цилиндрам.

### Электрическая часть
Тяговые двигатели и мощные вспомогательные потребители электровоза питаются напряжением 3000 В постоянного тока. На электровоз это напряжение подаётся из контактного провода через два токоприёмника типа "пантограф", установленные на крыше на кронштейнах и обозначенные в электрической схеме 001, 002. От каждого токоприёмника напряжение 3000 В через крышевой разъединитель 011 (либо 012) с ручным приводом поступает: 
- через ограничивающее сопротивление – к сигнальной неоновой лампе 571 контроля наличия высокого напряжения;
- через высоковольтный предохранитель 145 – в цепи реле напряжения 150, цепи двух вольтметров контактной сети (851 и 852) и цепь питания счётчика электроэнергии 870;
- через контакты быстродействующего выключателя 021 – в цепи тяговых двигателей и отопления поезда, цепь помехоподавляющего конденсатора;
- также через контакты быстродействующего выключателя 021, переключатель питания вспомогательных цепей 243, демпферное сопротивление 242 и высоковольтный предохранитель 241 – в цепи вспомогательных машин и электропечей отопления кабин[3].

Пройдя через тяговые двигатели, вспомогательные машины, электропечи и другое оборудование, ток высокого напряжения уходит в рельсы через шунт 193 счётчика электроэнергии, заземляющие устройства электровоза и колёсные пары.

#### Тяговые двигатели и управление ими

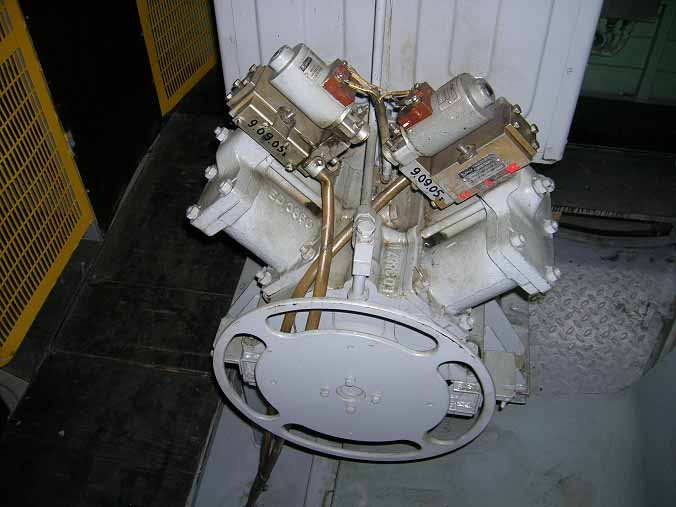
На ЧС7, как и на других электровозах серии ЧС, в том числе ЧС1, стоит схожий пневмодвигатель

Электровоз имеет 4 тяговых электродвигателя постоянного тока типа AL4846zT. Основные параметры двигателей были следующими: номинальное напряжение на зажимах — 1500 В; мощность часового режима — 586 кВт (продолжительного 508 кВт); ток часового режима — 415 А (продолжительного 360 А); частота вращения якоря в часовом режиме — 600 об/мин, в продолжительном — 630 об/мин, максимальная — 1200 об/мин; крепление обмотки якоря — клиновое, класс изоляции обмоток — B, число главных полюсов — 6; число добавочных полюсов — 6; масса электродвигателя — 5200 кг. Особенностью электродвигателей являлось слабое насыщение их магнитной системы, позволяющее путем глубокого ослабления возбуждения изменять скорость электровоза в широких пределах. Электродвигатели имели независимую вентиляцию.
Для изменения скорости и силы тяги электровоза использовались: переключение соединений тяговых двигателей (2 соединения) и ослабление возбуждения двигателей. Для ограничения тока и силы тяги при включении двигателей и при их переходе с одного соединения на другое использовался неавтоматический реостатный пуск.
В режиме тяги тяговые электродвигатели имели два соединения:
- последовательное, оно же сериесное (С). Все 4 двигателя включены последовательно, номинальное напряжение на одном двигателе (при выведенных реостатах) — 750 В;
- параллельное (П). Тяговые двигатели включены в две параллельные группы по 2 последовательных двигателя в каждой, номинальное напряжение на одном двигателе — 1500 В[6].

Трогание электровоза с места происходило на последовательном соединении, по мере разгона машинист мог перейти на параллельное соединение. 
Бросок напряжения, а значит, тока и силы тяги электровоза при включении двигателей, а также при переходе с одного соединения двигателей на другое ограничивался путём включения в цепь тяговых двигателей пусковых резисторов (пускового реостата). По мере разгона и снижения тока машинист ступенчато выключал эти резисторы. Пусковые резисторы были чугунными, находились под крышей в средней части кузова электровоза и имели принудительное воздушное охлаждение.
На последовательном соединении тяговых двигателей при полностью выведенном пусковом реостате было возможно применение четырех ступеней ослабления возбуждения (80, 60, 50 и 40 %); а на параллельном соединении (также при полностью выведенном реостате) — пяти (80, 60, 50, 40 и 35 %). На электровозах ЧС1 №001 и 002 первая ступень составляла 86 %, а на параллельном соединении имелась дополнительная ступень 70%, поэтому на параллельном соединении было 6 ступеней ослабления возбуждения. Особенностью электровозов ЧС1 по сравнению с отечественными электровозами было разное число ступеней ослабления возбуждения на разных соединениях, а также то, что перед переходом на параллельное соединение было необходимо обязательно применить все 4 ступени ослабления возбуждения.
Все переключения в цепях тяговых двигателей (кроме реверсирования и отключения двигателей) выполнялись одним аппаратом — главным контроллером типа 13KH. Это был многопозиционный аппарат, имевший 36 контакторов с общим электропневматическим приводом (на электровозах ЧС1 №001 и 002 переключатель имел 39 контакторов). Привод переключателя представлял собой 4-цилиндровый пневматический двигатель, управляемый контроллером машиниста из любой кабины. Главный контроллер (как и штурвалы контроллера машиниста) имели 47 позиций:
- нулевая;
- подготовительная (позиция «х», на ней не замыкаются контакторные элементы, а проверяется работа цепей управления и движение вала переключателя);
- 24 пусковых позиции на последовательном соединении двигателей (24-я — безреостатная, допускающая длительную езду);
- 4 позиции ослабления возбуждения (I-IV);
- три позиции мостового перехода на параллельное соединение двигателей, на штурвале они нефиксированные;
- 9 пусковых позиций на параллельном соединении — 8 реостатных и также одна безреостатная;
- 5 позиций ослабления возбуждения на параллельном соединении (I-V)[7]. На электровозах ЧС1 №001 и 002 этих позиций было 6, поэтому у этих электровозов переключатель имел 48 позиций[6].

Система управления, как и на других электровозах постоянного тока того времени — реостатно-контакторная. Элементы реостата установлены под крышей в средней части кузова, для их охлаждения поступает часть воздуха от обоих мотор-вентиляторов. Для выбора направления движения установлены два реверсора, которые также служат отключателями двигателей — реверсор неисправной пары двигателей вручную выводился в среднее положение, при котором подвижные и неподвижные контакты не замкнуты. По одному двигатели не отключаются, так как, как и на других электровозах постоянного тока, каждый ТЭД рассчитан на половину напряжения контактной сети и они постоянно соединены в пары последовательно.

#### Аппараты защиты тяговых двигателей

##### Защита от пробоя изоляции
Для предотвращения случаев, когда в цепи тяговых электродвигателей возникает пробой изоляции на землю, но ток при этом меньше величины тока срабатывания БВ, на электровозе установлено дифференциальное реле типа 12CB (обозначение по схеме 033). Дифференциальное реле сравнивает величину тока в начале и в конце силовой цепи. Для этого реле имеет две катушки, включенные в начале и конце этой цепи; по катушкам течёт ток тяговых двигателей. При пробое изоляции на землю возникает разность токов катушек. Если эта разница составляет 60 А и выше, дифференциальное реле включается и разорвёт своими контактами цепь катушки быстродействующего выключателя. Выключатель выключится, что приводит к обесточиванию двигателей и прекращению аварийного режима. Одновременно контакты дифференциального реле кратковременно включат на сигнальном табло 575 сигнальное реле, которое выбросит флажок с номером 033. Данный флажок восстанавливают вручную, нажатием рычажка.

##### Защита от перегрузок
Для защиты цепей ТЭД от токов перегрузок и коротких замыканий, меньших, чем ток уставки БВ, на электровозе установлены два реле перегрузки типа 14CM (обозначение по схеме 031, 032) – по одному реле на группу ТЭД. По катушкам реле перегрузки протекают токи тяговых двигателей: на последовательном соединении – только через катушку реле 032, на параллельном – через катушки обоих реле. Если ток одной из групп тяговых двигателей превысит 750 А, реле перегрузки этой группы двигателей включится (сработает). При этом реле разорвёт своими контактами цепь катушки быстродействующего выключателя. Выключатель выключится, обесточивая тяговые двигатели. Одновременно контакты реле перегрузки кратковременно включат на сигнальном табло 575 соответствующее сигнальное реле, которое выбросит флажок с номером 031 либо 032. Данный флажок восстанавливают вручную, нажатием рычажка.

##### Защита от боксования
Для защиты тяговых двигателей от боксования (а также для сигнализации о боксовании) на электровозе установлены два реле боксования типа 11CB (обозначение по схеме 121, 122) — по одному реле на каждую группу ТЭД. Реле боксования срабатывает, если у соседних колёсных пар частота вращения сильно отличается, что определяется по разности напряжений на соседних двигателях. Каждое реле боксования имеет два якоря. При разнице напряжений на соседних двигателях более 220 В срабатывает (притягивается) 1-й якорь реле. При этом включится в импульсном режиме реле 542. Оно включит в кабинах машиниста (также в импульсном режиме) звуковой сигнал — зуммер, что сигнализирует машинисту о начале боксования. Зуммеры работают до прекращения боксования. При разносном боксовании (при разнице напряжений на соседних двигателях более 900 В) дополнительно срабатывает 2-й якорь реле боксования. Его контакты выключают реле защит 331. Реле 331, выключаясь на позициях главного контроллера (кроме нулевой), разорвёт своими контактами цепь катушки быстродействующего выключателя. Выключатель выключится, что приводит к обесточиванию двигателей и прекращению аварийного режима.

#### Вспомогательные машины
Два центробежных мотор-вентилятора охлаждения тяговых двигателей и пускового реостата установлены возле кабин, двигатели их, как и ТЭД, рассчитаны на 1500 В и поэтому постоянно соединены последовательно. На каждом МВ установлен генератор на 50 В, питающий цепи управления, так же, как и на ЧС2, на первом МВ первоначально стоял генератор переменного тока частотой 625 Гц для питания цепи контроля ЭПТ. Для регулирования распределения воздуха за вентиляторами установлены заслонки с пневмоприводом — при выходе на реостатные позиции заслонки переключаются и подают 2/3 воздуха к реостату и 1/3 к двигателям, через 90 с после выхода на безреостатную, нулевую позицию или ослабление поля заслонки переключаются обратно и подают 2/3 воздуха к двигателям и 1/3 к реостату. Сжатый воздух вырабатывается двумя V-образными компрессорами К-1 «Ковопол» с дифференциальными (двухступенчатыми) поршнями, каждый компрессор с двигателем на 2600 В (ввиду этого двигатели подключены на напряжение контактной сети через демпферные резисторы), 12,5 кВт.

## Эксплуатация и списание электровозов
Электровоз ЧС1-002 в мае-июне 1957 года испытывался на участке Москва — Серпухов с пассажирскими поездами весом 1000—1100 т. На подъёме 8 ‰ он развивал скорость около 85 км/ч, на площадке установившаяся скорость составляла 108 км/ч. Динамические и путевые испытания позволили дать удовлетворительную оценку новому локомотиву. Электровозы ЧС1-001 и ЧС1-002 сначала работали на Курском направлении Московской железной дороги, а затем, с 1958 года, на участке Москва — Калинин Октябрьской дороги.

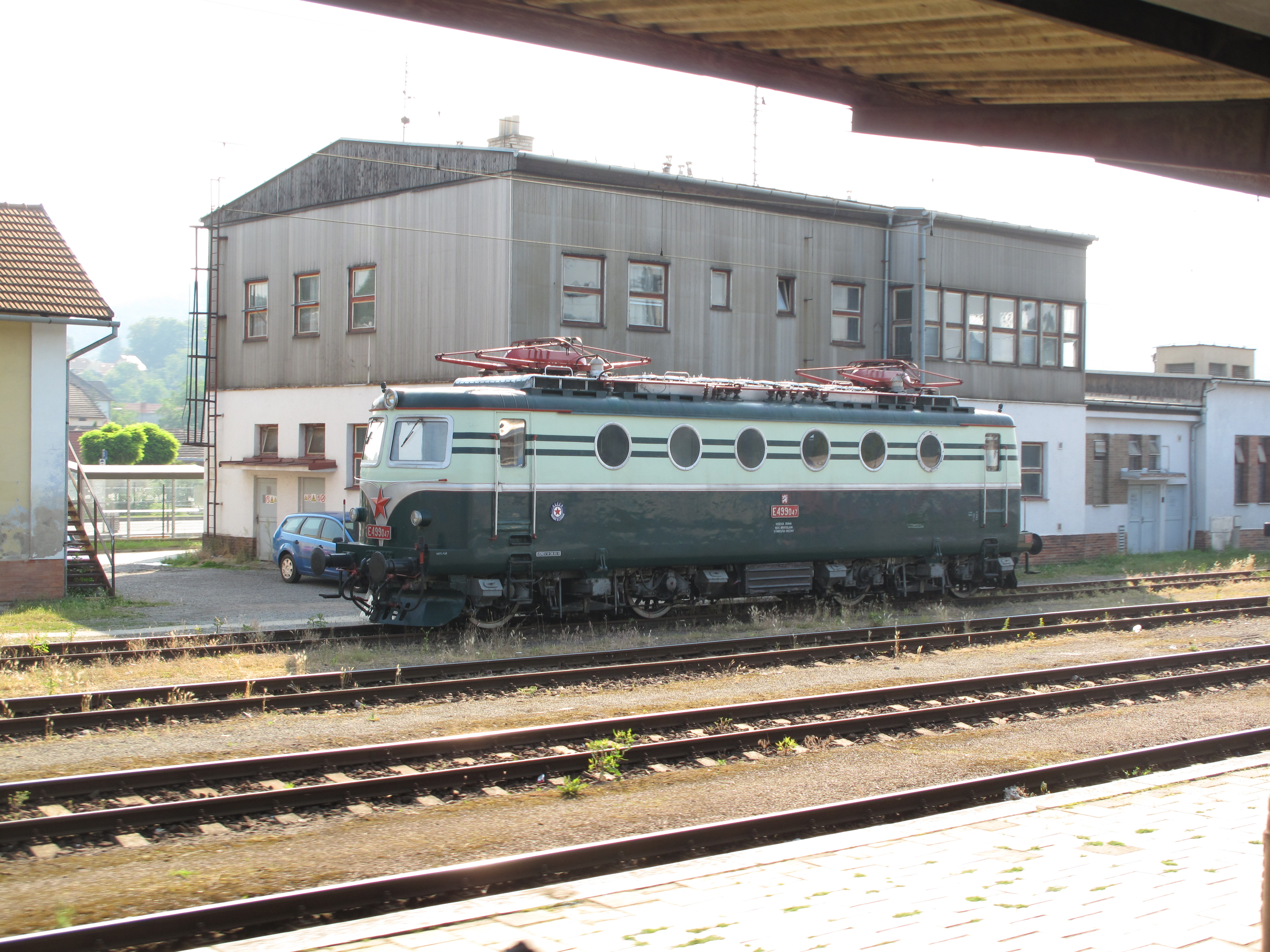
Электровоз E499.047 в Словакии

Электровозы серии ЧС1 первоначально работали на линиях Москва — Курск — Харьков, Москва — Владимир, Москва — Ленинград, а с 1961 года и на участке Москва — Рязань. В 1963 году локомотивы ЧС1 начали эксплуатироваться на Приднепровской, а в 1968 году — на Западно-Сибирской железной дороге. Первыми были переданы электровозы с Октябрьской железной дороги, позднее с Московской. В конце 1960-х годов тяговые свойства ЧС1 перестали удовлетворять потребностям МПС, поэтому были переоборудованы и переведены на эксплуатацию по системе многих единиц.
В конце 1970-х — начале 1980-х годов большинство электровозов ЧС1 были исключены из инвентаря и порезаны. Так на начало 1976 года в инвентаре МПС насчитывалось 76 электровозов серии ЧС1, 20 — на Приднепровской и 56 на Западно-Сибирской ЖД. К 1980 году их число сократилось до 19 единиц, а к 1984 году осталось только три. Единственным эксплуатирующимся электровозом, переделанным в своё время в электромотрису, долгое время оставался ЧС1-073 на Западно-Сибирской ЖД.

## Сохранённые электровозы

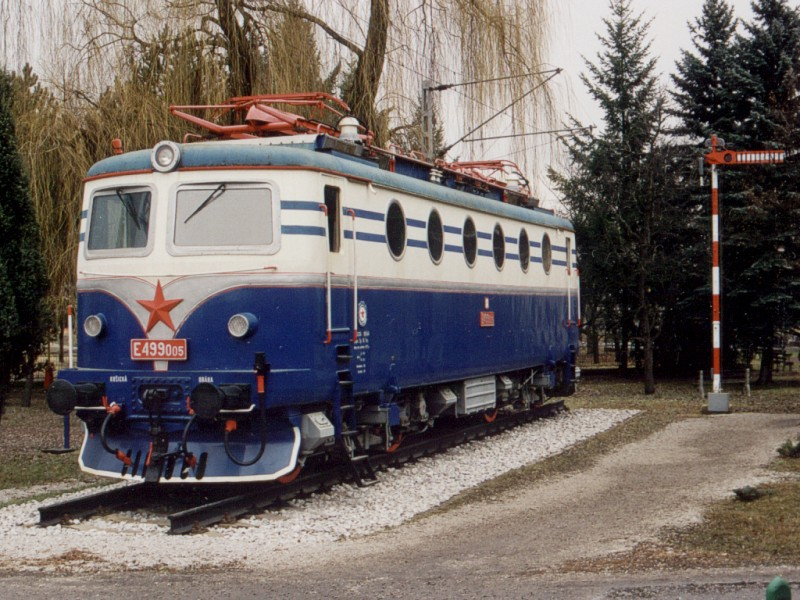
Электровоз-памятник Е499.005 в Словакии

Известно как минимум о двух сохранённых для истории электровозах серии ЧС1 с номерами 041 и 073.
В первоначальном виде остался только ЧС1-041, который в начале 2000-х годов был размещён на площадке музея Октябрьской железной дороги на Варшавском вокзале в Санкт-Петербурге, а в 2017 году переведён в павильон музея железных дорог России рядом с Балтийским вокзалом. Окраска: светло-зелёный верх, тёмно-зелёный низ, с белой полосой.
В сентябре 2011 г. состоялась передача электромотрисы ЧС1-073 в Новосибирский музей железнодорожной техники им. Н. А. Акулинина (г. Новосибирск, станция Сеятель). Окраска: светло-зелёный верх, тёмно-зелёный низ, с белой полосой. Примечательно, что в этом же музее также выставлен электровоз ЧС3 с аналогичным номером 73.